# Pac-Man
Pac-Man (с англ. — «Па́кман») — аркадная видеоигра, разработанная японской компанией Namco и вышедшая в 1980 году. Задача игрока — управляя колобком Пакманом, съесть все точки в лабиринте, избегая встречи с привидениями, которые гоняются за героем. С повышением уровня игры изменяется только её сложность, архитектура лабиринта остаётся идентичной. Всего в игре 256 уровней, последний из которых невозможно завершить из-за ошибки переполнения.
В конце 1970-х из-за успеха игры Space Invaders рынок видеоигр сосредоточился на создании аркадных шутемапов и привлекал к себе сугубо мужскую аудиторию. Сотрудник Namco Тору Иватани хотел сделать игру, которая понравилась бы всем, в особенности девушкам, и в качестве основной темы своей работы выбрал еду. В Японии созданная игра получила название Puck-Man (яп. パックマン паккуман), но при локализации в США компания Midway изменила название на Pac-Man, считая, что при оригинальном названии дети могли бы закрасить середину буквы «P», превратив её в «F», и сделать слово обсценным.
После выхода в Японии игра была принята хорошо, но не стала популярной. В Америке же аудитория была впечатлена отсутствием в аркаде насильственного мотива, что привлекло в том числе женскую аудиторию и помогло заработать лояльность родителей к видеоигре. Всё это обеспечило популярность Pac-Man среди людей разных возрастов и профессий, породив повышенный интерес к игре и сделав Пакмана первой звездой видеоигр. Такой успех вдохновил разработчиков на создание более разнообразных игр, в том числе с отсутствием насилия.
Благодаря популярности игра портировалась и переиздавалась на множество платформ, среди которых особую известность получила версия Pac-Man для Atari 2600. Из-за своего плохого качества она стала одним из символов кризиса видеоигр 1983 года. Pac-Man дала начало одноимённой серии игр, в которой вышло множество продолжений на различных платформах, включая аркадные автоматы, домашние игровые системы, компьютеры и мобильные телефоны. Помимо этого, вышло множество клонов, подражаний и нелегальных копий игры.

## Игровой процесс

### Общие сведения
Экран игры занимает собой лабиринт, коридоры которого заполнены точками. Задача игрока — управляя Пакманом, съесть все точки в лабиринте, избегая встречи с привидениями, которые гоняются за героем. В начале каждого уровня призраки находятся в недоступном Пакману загоне в середине уровня, из которого они со временем освобождаются. Если привидение дотронется до Пакмана, то его жизнь теряется, призраки и Пакман возвращаются на исходную позицию, но при этом прогресс собранных точек сохраняется. Если при столкновении с призраком у Пакмана не осталось дополнительных жизней, то игра заканчивается. После съедения всех точек начинается новый уровень в том же лабиринте. По бокам лабиринта находятся два входа в один туннель, при вхождении в который Пакман и призраки выходят с другой стороны лабиринта:2.1.

Кадр из аркадной версии игры

Всего в лабиринте находятся 240 маленьких точек и 4 большие, известные как энерджайзеры (англ. energizer). За съедение маленькой точки даётся 10 очков, а за съедение энерджайзера — 50. Таким образом, в общей сложности все точки в лабиринте стоят 2600 очков. При съедении Пакманом энерджайзера на ранних уровнях призраки в лабиринте на короткое время входят в режим испуга, резко меняют направление движения и перекрашиваются в синий цвет. За это время Пакман способен съесть призраков посредством столкновения с ними, которое безопасно. От съеденного привидения остаются только глаза, которые возвращаются обратно в загон, где призрак оживает, перестаёт быть испуганным и отправляется в погоню за Пакманом. За съедение первого призрака после получения энерджайзера даётся 200 очков. За съедение каждого следующего привидения при эффекте того же энерджайзера даётся в два раза больше: 400, 800 и 1600 соответственно. Таким образом, при съедении всех призраков после каждого эффекта энерджайзера игрок может заработать за один уровень 12 000 очков. Однако с 19-го уровня призраки перестают быть синими и больше не могут быть съедены:2.
На каждом уровне ниже загона появляется бонус-фрукт (на более поздних уровнях — ключ). Первый фрукт появляется после съедения Пакманом 70 точек, второй — после 170. За съедение бонуса даётся от 100 до 5000 очков в зависимости от уровня. Бонус находится на экране примерно 9 секунд, после чего исчезает. Фрукты, съеденные на текущем и на шести последних пройденных уровнях, отображаются под лабиринтом внизу экрана:2.
До 21-го уровня скорость Пакмана при обычном движении выше скорости призраков, но с 21-го призраки в режиме погони двигаются быстрее главного героя. Поедание точек замедляет Пакмана:2.5 на 1⁄9, что позволяет призракам на всех уровнях догнать героя. После съедения энерджайзера, пока призраки напуганы, скорость Пакмана увеличивается, а движение призраков замедляется. С 5 по 20 уровень Пакман и без того двигается с максимальной скоростью, и при съедении энерджайзера он не становится быстрее. Когда призраки проходят через боковой туннель, то их скорость уменьшается почти наполовину:2.
Пакман и призраки появляются в трёх юмористических анимационных заставках между уровнями, в так называемых антрактах (англ. intermission). Они добавлены в игру как награда за прохождение и для того, чтобы дать игроку отдохнуть.
В аркаде присутствует режим на двух игроков, для чего автомат был оснащён двумя монетоприёмниками. В этом режиме игроки играют по очереди, соревнуясь в наборе очков. Очередь переходит к другому игроку при потере предыдущим жизни.

### Поведение призраков
Призраки имеют три разные запрограммированные модели поведения: преследование (англ. chase), рассеивание (англ. scatter) и испуг (англ. frightened):2.1. Для движения призраков в первых двух режимах игра использует разделение игрового экрана на квадраты. В аркадной версии один такой квадрат имеет размер 8 × 8 пикселей при разрешении экрана 224 × 288:3. В режимах рассеивания и преследования у призраков есть определённый квадрат, который они пытаются достичь. При рассеивании привидения стремятся каждый к своему углу поля:3.6. В режиме испуга призраки не имеют целевой точки и выбирают поворот в лабиринте при помощи генератора псевдослучайных чисел:2.4. Расчёт целевой точки при преследовании исключителен для каждого призрака, что придаёт им уникальное поведение:
- Красный призрак Шэдоу (англ. Shadow) по прозвищу Блинки (англ. Blinky). Оригинальное японское имя — Оикакэ (яп. 追いかけ, преследователь), прозвище — Акабэй (яп. 赤ベイ, красный)[7]. В режиме преследования использует как цель ту клетку, в которой находится Пакман. Блинки, в отличие от других привидений, увеличивает свою скорость преследования относительно первоначальной дважды за уровень в зависимости от количества съеденных точек. Если точек осталось мало, то он меняет целевую клетку в режиме рассеивания на квадрат, в котором находится Пакман, и так гоняется за героем в двух режимах. Подобное «агрессивное» поведение призрака игроки прозвали «круизом Элроя» (англ. Cruise Elroy)[8].
- Розовый призрак Спиди (англ. Speedy) по прозвищу Пинки (англ. Pinky). Оригинальное японское имя — Матибусэ (яп. 待ち伏せ, сидящий в засаде), прозвище — Пинки (яп. ピンキー)[7]. В качестве цели при преследовании использует точку, находящуюся на четыре клетки впереди Пакмана. Однако из-за ошибки переполнения при движении Пакмана вверх Пинки использует в качестве цели квадрат, находящийся на четыре клетки вверх и на четыре влево от Пакмана[8].
- Голубой призрак Башфул (англ. Bashful) по прозвищу Инки (англ. Inky). Оригинальное японское имя — Кимагурэ (яп. 気まぐれ, непостоянный), прозвище — Аосукэ (яп. 青助, голубой)[7]. Использует самый сложный алгоритм преследования: для определения направления движения строится отрезок, один из концов которого определяется положением Блинки, а середина находится на 2 клетки перед Пакманом. Второй конец отрезка — искомая целевая точка. Получившуюся точку сложно предсказать, поэтому Инки считается самым опасным привидением. Из-за ошибки переполнения, аналогичной в поведении Пинки, во время движения Пакмана вверх целевая клетка Инки это две клетки вверх и две влево от Пакмана[8].
- Оранжевый призрак Поки (англ. Pockey) по прозвищу Клайд (англ. Clyde). Оригинальное японское имя — Отобокэ (яп. お惚け, глупый), прозвище — Гудзута (яп. 愚図た, медленный)[7]. Если Клайд находится дальше 8 клеток от Пакмана, то он использует в качестве цели самого Пакмана, как Блинки. Если же Пакман ближе 8 клеток, то Клайд стремится к левому нижнему углу, как при рассеивании[8].

Из центрального загона призраки выбираются в режиме рассеивания, позже сменяя его на преследование. Затем в течение раунда привидения могут начать рассеиваться ещё три раза. При потере Пакманом жизни счётчик рассеивания сбрасывается. В зависимости от уровня время этого режима может длиться от +1⁄60 до 7 секунд. Время преследования до следующего рассеивания может продолжаться на разных уровнях от 30 до 1037 секунд. Когда все четыре рассеивания истекают, призраки преследуют Пакмана без остановки. Если призраки испуганы, таймер других режимов приостанавливается:2.3.
Покидая режим преследования или рассеивания — и только в этом случае — призрак разворачивает на 180°:2.2. В прохождениях опытных игроков на низких уровнях случается, что Пакман идёт прямо под призрака, но тот вдруг «даёт заднюю» — это включился режим рассеивания, для всех призраков одновременно.

Призраки не ищут кратчайший путь к колобку или другой точке, а жадно сокращают дистанцию, не разворачивая назад

Блинки изначально находится вне центрального загона. За ним из загона выходит Пинки, затем Инки и последним Клайд. В течение первых трёх уровней привидения выходят после съедения Пакманом определённого количества точек. Например, на первом уровне Пинки покидает загон после 30 точек, а Инки после 60-ти. После потери Пакманом жизни этот счётчик сбрасывается и запускается новый, но с меньшим количеством точек. С четвёртого уровня и до конца игры все призраки сразу покидают загон после старта уровня. Есть также таймер, который позволяет призракам покинуть загон, если Пакман определённое время не ест точки. Например, если на первом уровне Пакман, не съев 30 точек, застынет на месте, Пинки отправится в погоню за ним через четыре секунды после этого. Каждая съеденная точка сбрасывает этот таймер до нуля:2.7.
Такая конструкция, по задумке автора, должна небольшими затратами сделать врагов, окружающих Пакмана:4: Блинки гоняется прямо за ним, а остальные пытаются забежать наперерез разными путями, а не сбиваются в кучу. Однако выбор направления погони прост: попав на развилку, призрак не ищет кратчайший путь к цели, а жадно сокращает расстояние по прямой (но не разворачивая назад):3.5. Потому Блинки и Инки, оказавшись рядом, будут вместе довольно долго, и т. д., так что опытные игроки всё-таки научились сбивать призраков в кучу — например, чтобы съесть и получить 3000 очков за всех.

### 256-й уровень

Начало 256-го уровня. Кадр из аркадной версии игры

По замыслу разработчиков, у Pac-Man не должно было быть конца, так как возрастающая сложность игры не позволила бы продвинуться далеко. Однако игроки обнаружили, что настройки уровней с 21-го и далее одинаковы:5. С детерминированным поведением призраков (с 19-го уровня они не пугаются) это позволило проходить уровни по заученному маршруту. Некоторые игроки смогли пройти 255 уровней, что занимало несколько часов, а на 256-м обнаружилась программная ошибка в виде «экрана смерти», о существовании которого не подозревали разработчики игры:5.
На 256-м уровне левая половина лабиринта отображается корректно, а правая представляет собой беспорядочный набор разноцветных цифр, букв и других символов. Помимо этого, в правой части представлена иная архитектура лабиринта, которая невидима для игрока. Причиной этой ошибки является процедура, выполняющая подсчёт бонусов под лабиринтом. При достижении 256-го уровня она загружает в регистр центрального процессора значение 255 и увеличивает его на единицу. 255 является максимальным значением, которое способно уложиться в регистре процессора Zilog Z80, поэтому при увеличении на 1 происходит целочисленное переполнение и в регистр записывается ноль. Подпрограмма написана так, что если данное значение меньше 7, то она считает, что это один из первых уровней, на котором нужно нарисовать бонусные символы. После рисования регистр уменьшается на единицу, а условием окончания рисования у подпрограммы является нулевое значение регистра. Однако, так как нулевое значение было уменьшено на 1, то происходит «переполнение снизу», так как в регистре не может быть записано число меньше 0, и в него помещается 255. Цикл рисования выполняется с уменьшением значения регистра до тех пор, пока оно не станет равным 0 (то есть 256 раз), и при этом подпрограмма рисует бонусы. Изображения бонусов в игре хранятся в специальной таблице, перебор по которой идёт во время выполнения описанной процедуры. Так как её размер меньше 256, то подпрограмма выходит за пределы таблицы и начинает использовать не предназначенные для этого данные, что приводит к печати на экране изменённой архитектуры лабиринта:5.
В левой части экрана расположены 114 точек и 9 в правой, 4 из которых невидимы. Так как на уровне нет возможности съесть в общей сложности 244 точки, то его невозможно пройти:5. Однако на некоторых версиях аркадных автоматов посредством манипуляций с DIP-переключателями можно было очистить уровень от точек и загрузить следующий. На 256-м уровне такой способ загружает первый уровень игры, но с поведением призраков, идентичным 21-му уровню и выше:5.

## Разработка и издание

### История создания
Концепция игры была разработана сотрудником японской компании Namco Тору Иватани. Он окончил колледж в 1977 году, но при этом был самоучкой без формального образования в областях информатики, изобразительного искусства и дизайна. Несмотря на это, руководство Namco разглядело в Иватани склонность к геймдизайну и наняло вскоре после окончания колледжа двадцатидвухлетнего молодого человека в своё подразделение для создания видеоигр. В то время на игровом рынке Namco занималась лишь тем, что выпускала аркады от Atari в Японии, и новое подразделение должно было разрабатывать оригинальные игры компании. Придя в Namco, Тору хотел делать пинбольные автоматы, но в итоге он применил свои идеи в разработке игры Gee Bee, которая представляет собой смесь пинбола и игры Breakout от Atari. Gee Bee вышла в 1978 году и стала первой оригинальной видеоигрой от Namco.
В том же году Taito выпустила игру Space Invaders, которая пользовалась успехом и изменила рынок видеоигр в сторону аркадных шутемапов. Наблюдая за популярностью игры, Namco поручила своим разработчикам создать её клон. Иватани же в начале 1979 года приступил к разработке концепции другой игры. Тогда Тору, наблюдая за рынком видеоигр, пришёл к выводу, что тот ориентирован в первую очередь на мужчин. В большинстве своём игры представляли собой шутеры на военную или космическую тематику, что делало их непопулярными среди женщин. Когда Тору заметил, что девушки играют в аркады только за компанию с друзьями или со своим молодым человеком, он решил разработать, с его слов, «милую» игру, способную понравиться всем. В итоге Иватани, считая, что тема еды привлекательна среди женщин, обратился к ней как к основе для создания игры:1.

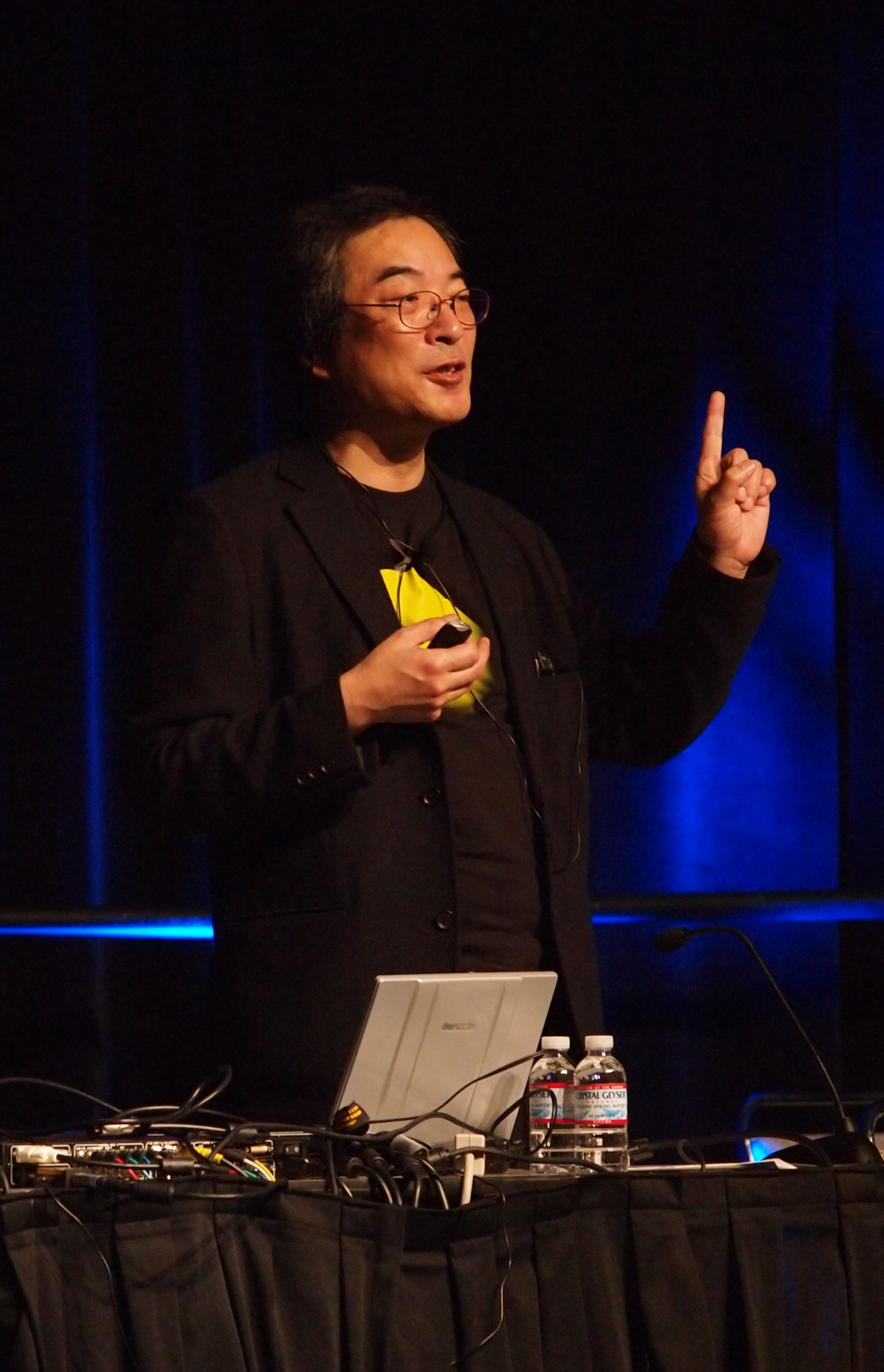
Создатель игры, Тору Иватани. Фото 2011 года

Первоначальной идеей Тору было разместить Пакмана в открытом пространстве, заполненном едой, но, придя к выводу, что игроку будет сложно понять, что делать, разработчик принял решение поместить персонажа в лабиринт, чтобы дать игроку направление. Имя героя игры образовано от японского звукоподражательного выражения «паку-паку» (яп. パクパク), обозначающего открывание и закрывание рта во время еды. Внешний вид Пакмана произошёл от японского иероглифа для слова «рот» (яп. 口 кути), форму которого Иватани решил округлить. Однако Тору, по собственному признанию, в различных интервью любит рассказывать легенду, будто бы идея формы Пакмана пришла к нему, когда он был очень голоден и в одиночку заказал целую пиццу: якобы, съев один кусочек, он увидел в оставшейся пицце образ для будущего персонажа.
Команда, делавшая клон игры Space Invaders, впоследствии известный как Galaxian, впервые в индустрии игр стала использовать в аркадной машине RGB-дисплей. Это позволило сделать игру в цвете вместо широко распространённых монохромных мониторов с цветной целлофановой плёнкой. Команда Иватани решила использовать для изображений ту же технологию. И помня желание сделать «милую» игру, Тору решил использовать в игре пастельные цвета, которые, по его мнению, нравятся девушкам. Дизайн привидений был сделан дружелюбным для того, чтобы не вызывать неприязни у игроков, даже несмотря на то, что это вражеские персонажи. Их форма была вдохновлена обакэ из манги Obake no Q-Taro. Усиление Пакмана при поедании энерджайзеров было вдохновлено эффектом, оказываемым шпинатом на моряка Попая. Сами энерджайзеры в ранней концепции были печеньем. Кроме дисплея, игра позаимствовала у Galaxian один спрайт в виде звездолёта, который используется в Pac-Man как бонус-«фрукт».
Так как Иватани не умел программировать, начиная с разработки Gee Bee, он работал в паре с другим разработчиком — программистом, что было нетипично для того времени, когда обычно один человек и работал над дизайном игры, и программировал её. Над Pac-Man с Тору работала команда из 9 человек, среди которых: программист Сигэо Фунаки (англ. Shigeo Funaki), написавший код игры; Тосио Кай (англ. Toshio Kai), отвечавший за музыкальное и звуковое сопровождение; инженер-аппаратчик и дизайнер игрового автомата. Создание игры от концепции до готового продукта заняло у команды один год и пять месяцев, что стало для своего времени самой длительной разработкой видеоигры. В течение этого времени Иватани с командой разработали ещё две аркадные видеоигры в жанре пинбола — Bomb Bee и Cutie Q.

### Выход игры
Первый аркадный автомат с игрой был установлен 22 мая 1980 года в кинотеатре района Сибуя, Токио. В ныне несуществующем восьмиэтажном здании с несколькими кинотеатрами автомат был расположен в холле на одном из верхних этажей. Игра ещё не была пущена в серийное производство, и данный экземпляр был тестовым. Посетители кинотеатра приняли игру хорошо, но мужская аудитория не была полностью ею удовлетворена. Со слов Иватару, было похоже, что игра интересна людям, но она не станет хитом. На основании этих наблюдений в игре были изменены баланс и уровень сложности, и она официально была издана в июне под названием Puck-Man (яп. パックマン паккуман).
В тот же период американская компания Midway занималась дистрибуцией японских аркадных машин в Северной Америке. В итоге её выбор пал на Puck-Man и Galaxian. Корпусы аркадных автоматов Puck-Man были белого цвета. Midway решила изменить их цвет на жёлтый для того, чтобы они выделялись в аркадном зале, и добавила изображения синего призрака и Пакмана, которому были пририсованы ноги. Помимо этого, была изменена форма корпуса, чтобы сделать производство практичнее. При всём этом Midway договорилась об изменении названия для американской версии игры на Pac-Man, так как считала, что при оригинальном названии дети могли бы закрасить середину буквы «P», превратив её в «F», и сделать слово обсценным. Изменены были и имена призраков для адаптации к американской аудитории. Midway издала игру в Северной Америке в октябре 1980 года.

## Приём и влияние
| Сводный рейтинг | Сводный рейтинг | Сводный рейтинг |
| Издание         | Оценка          | Оценка          |
| Издание         | GBA             | Xbox 360        |
| --------------- | --------------- | --------------- |
| GameRankings    | 55,75 %         | 63,65 %         |

После выхода в Японии игра была принята хорошо, но не стала популярной. Galaxian была гораздо популярнее, так как преобладающую мужскую аудиторию игроков мало привлекал карикатурный Пакман. Ситуация в Америке оказалась противоположной. Galaxian не стала хитом и показалась публике посредственным шутером. Однако Pac-Man привлёк к себе внимание: в первый же год было продано более 100 тысяч аркадных автоматов. Всего в мире продажи оцениваются в 400 тысяч. До него самыми успешными играми в США были шутеры Space Invaders и Asteroids. Pac-Man же был наполнен юмором и не имел связи с военной или космической тематикой. Аудитория была впечатлена отсутствием в нём насильственного мотива, что привлекло в том числе женскую аудиторию и помогло заработать лояльность родителей к видеоигре. Всё это обеспечило популярность Pac-Man среди людей разных возрастов и профессий, породив повышенный интерес и сделав Пакмана первой звездой видеоигр.
Успех вдохновил разработчиков на создание более разнообразных игр, в том числе с отсутствием насилия. Если до Пакмана в индустрии преобладали шутеры, то после него стали популярными лабиринтовые игры. Так, редактор журнала Electronic Games называл появившееся множество игр лабиринтовыми погонями (англ. maze chases), в которых в роли преследователей выступали мыши (Mappy), глаза (Eyes), пингвины (Pengo), рыба (Piranha) и другие.
Pac-Man стал первым персонажем видеоигр, для которого широко проводилась продажа сопутствующих товаров: одежды, аксессуаров, игрушек, предметов быта, продуктов питания и многого другого. В общей сложности образ Пакмана был лицензирован более чем 250 компаниями для выпуска более 400 различных товаров. Также вышло два сезона анимационного телесериала Pac-Man (1982—1984) — первого мультфильма по мотивам видеоигры. Пакман попал на обложку журнала Time, в 1982 году были выпущены музыкальный альбом Pac-Man Fever и одноимённая песня от исполнителей Buckner & Garcia, посвящённая игре и попавшая в том же году на девятое место хит-парада Top 40 Billboard.

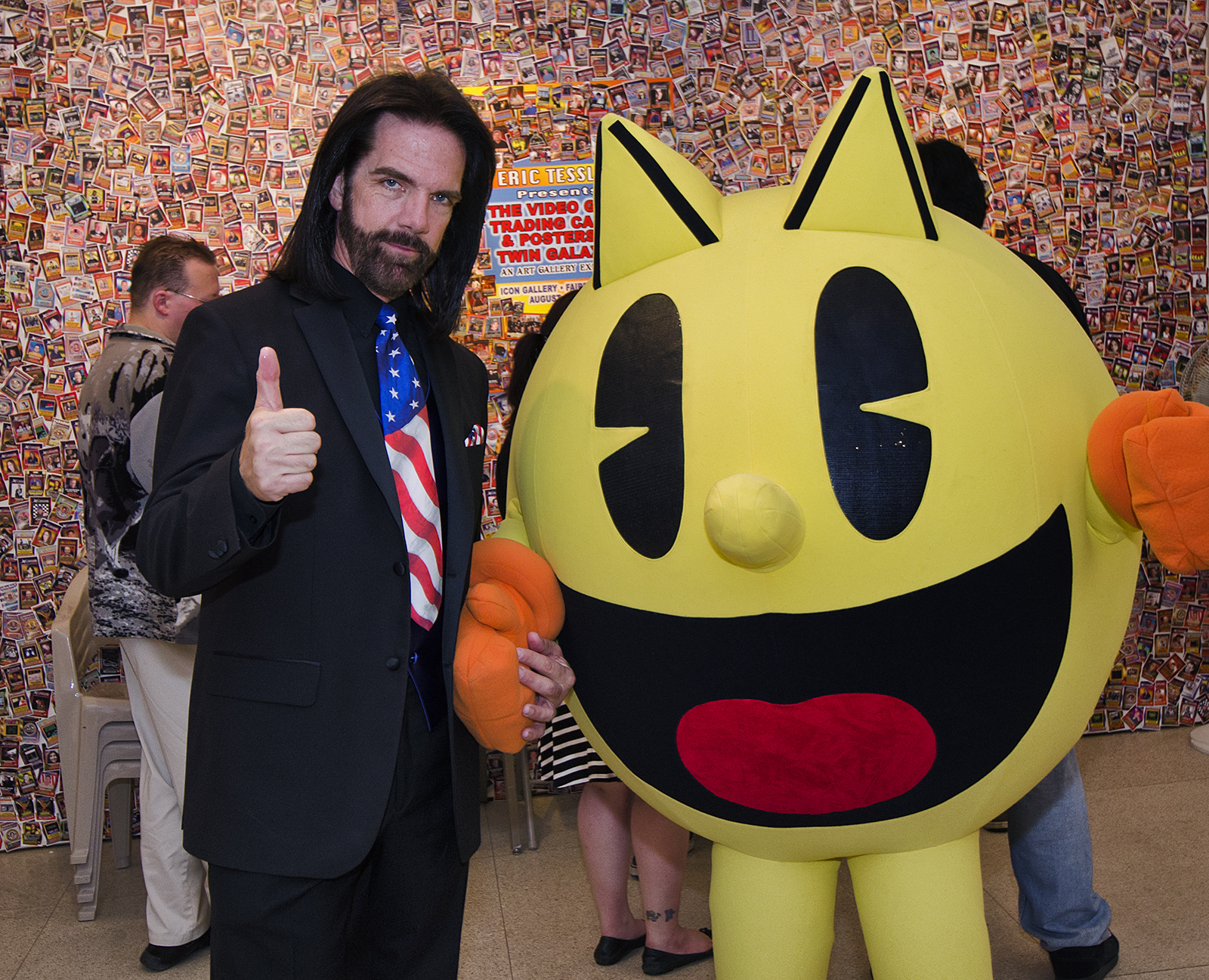
Обладатель рекорда в аркадной версии игры, Билли Митчелл (слева). Фото 2014 года

В отличие от остальных игр того времени персонажи Pac-Man имели имена и индивидуальные характеры. В 1970-е графика видеоигр была ограничена, и их персонажи представляли собой простые фигуры, изображающие, как правило, средства передвижения: танки, автомобили, самолёты или космические корабли. Некоторые игры имели человеческих персонажей (например, Gun Fight), но это были только безымянные фигуры, как и другие игровые персонажи той эпохи. Pac-Man же добавил персонажей с собственными именами. Став первой игрой с именами для своих героев, она также впервые использовала анимационные вставки между уровнями. Помимо этого, впервые в истории видеоигр печатались книги с советами по прохождению.
Рекорд в аркадной игре был поставлен 3 июля 1999 года 33-летним Билли Митчеллом в игровом центре города Лакония, штат Нью-Гэмпшир. Рекорд составлял 3 333 360 очков, для набора которых Билли прошёл 256 уровней, его герой на них съел все точки, каждый раз уничтожал призраков и собирал все фрукты, не потеряв ни одной жизни. Зафиксировала рекорд американская организация по записи игровых рекордов Twin Galaxies. Её основатель назвал рекорд Митчелла одним из самых сложных достижений в истории аркадных игр. Однако в 2018 году Twin Galaxies аннулировала это достижение после того, как обвинила Билли в нарушении правил записи рекорда в игре Donkey Kong, рекорд в которой на тот момент также принадлежал Митчеллу. По заявлению организации, Билли предоставил запись прохождения не с игрового автомата, а с эмулятора, что запрещено правилами Twin Galaxies.
Twin Galaxies в конце 1990-х, посещая различные аукционы, на которых продавались ставшие раритетными игровые автоматы, посчитала, сколько игр в среднем было сыграно на каждом из них. Основываясь на этих цифрах и на общем количестве машин, компания заявила, что в течение XX века в игру сыграли более 10 миллиардов раз.
Несмотря на успех Пакмана, его создатель никогда не удостаивался соответствующего внимания. Со слов президента Namco Масая Накамура, Тору Иватани получил за игру небольшую премию в размере менее 3500 долларов. В последующем Иватани разработал игру Libble Rabble, которая распространялась только в Японии. После работ над ней Иватани за заслуги получил повышение и стал менеджером исследовательской группы Namco.

## Портирование и переиздания

### Версии от Atari

#### Atari 2600
Изначально Atari предложила работу над версией Pac-Man для собственной консоли Atari 2600 программисту Бобу Поларо (англ. Bob Polaro), но тот отказался от предложения, посчитав невозможным корректное портирование такой сложной игры. Тогда компания обратилась к своему программисту Тоду Фраю (англ. Tod Frye), который не имел специального компьютерного образования и был самоучкой. Ещё в школе он увлёкся программированием на компьютере Wang 3300, для чего пропускал занятия и, куря марихуану, разрабатывал игру о приключениях наркокурьера. Фрай бросил школу, когда учился в одиннадцатом классе, был выгнан из дома своим отцом, после чего нашёл работу плотника. Затем знакомый Тода помог ему попасть на собеседование в Atari, и в 1979 году Фрай попал в команду программистов компании. В офисах Atari царила свободная корпоративная культура. Тод часто дурачился на работе и употреблял наркотики вместе с другими сотрудниками. Тем не менее он считался отличным программистом, хоть и недисциплинированным.

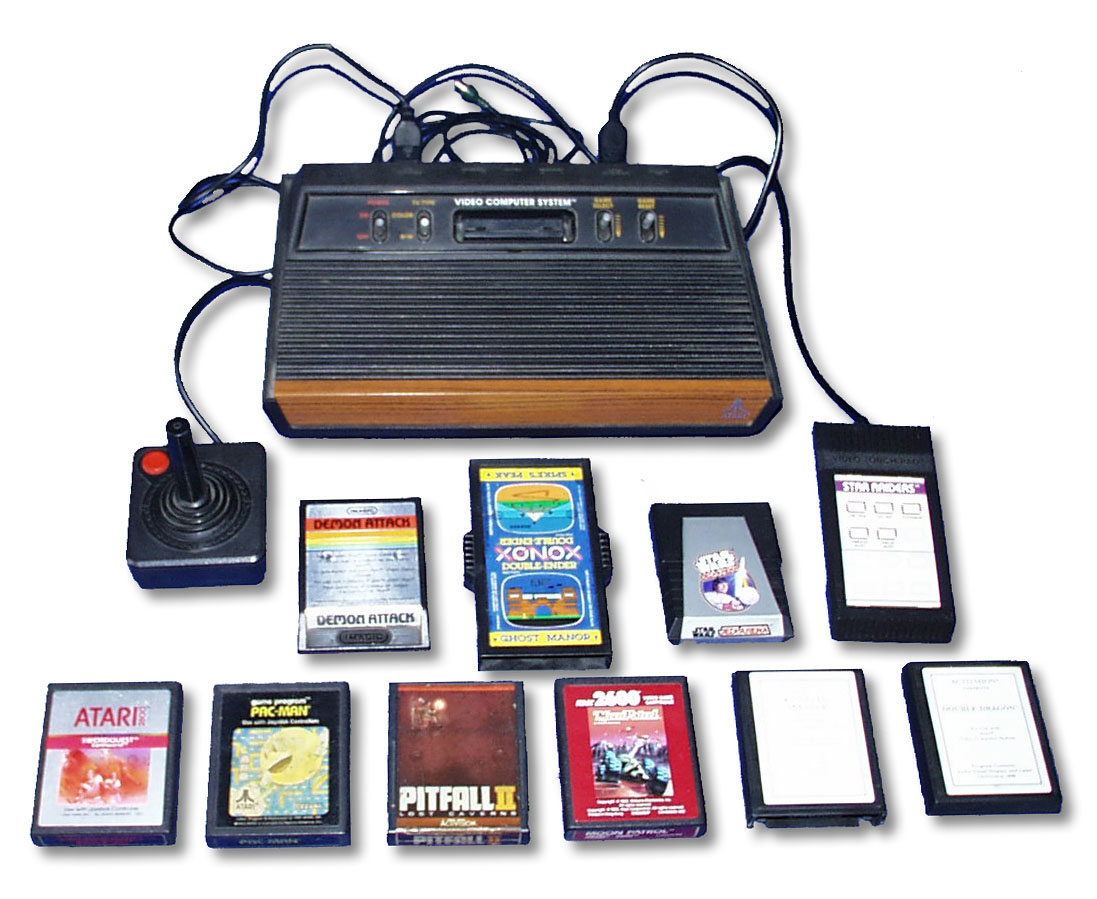
Консоль Atari 2600 и картриджи к ней. Внизу слева находится картридж Pac-Man

Тод работал над игрой в течение шести месяцев по 80 часов в неделю. Однако ему не удалось приблизить её к оригиналу. Аркадная системная плата работала в три раза быстрее, чем микропроцессор Atari 2600. Также она содержала в общей сложности 20 килобайт памяти, тогда как картридж для Atari 2600 содержал только 4 килобайта. Для экономии памяти на картридже Тоду пришлось упростить анимацию спрайтов: Пакман не вращается по вертикали, а призраки имеют только два кадра анимации. Для их поведения используется генератор псевдослучайных чисел. Бонусы в виде фруктов из-за тех же ограничений были заменены прямоугольниками, названными в руководстве игры «витаминами». Для экономии памяти антракты также были удалены. Сохранённая память позволила добавить режим для двух игроков. Atari 2600 позволяет два спрайта на строку, и чтобы отобразить пятерых героев, программист показывал призраков по одному, мерцающими, оправдав это тем, что ограничение памяти в 4 килобайта не даёт места на более сложный алгоритм. К слову, Pac-Man стал последней игрой Atari, выпущенной на 4-килобайтном картридже. Из-за ограничений платформы в игре присутствует меньшее количество точек, чем в аркаде. Они гораздо большего размера и выглядят как прямоугольники. По этой причине в руководстве точки названы «видео-вафлями» (англ. video wafers).
Многих программистов Atari впечатлили усилия Тода. Они считали, что он смог сделать всё возможное для переноса игры на домашнюю платформу. Однако были и те, кто чувствовал, что игра может провалиться. Например, менеджер по маркетингу Фрэнк Баллуз (англ. Frank Ballouz) предупреждал Рея Кассара (англ. Ray Kassar), генерального директора Atari, что в игру никто не будет играть, но тот игнорировал эти предупреждения. В итоге игра была издана в марте 1982 года. Atari была уверена в успехе продаж картриджей и заказала 12 миллионов копий игры. На тот момент было около 10 миллионов владельцев приставок, и компания предполагала, что игра позволила бы продать ещё два миллиона консолей. Однако из-за плохого качества игры по сравнению с оригиналом было продано только 7 миллионов экземпляров, но, тем не менее, это сделало её самой продаваемой игрой для платформы Atari 2600. После конца разработки Pac-Man, чтобы не допустить текучести кадров к конкурентам, Atari установила новую программу поощрительных бонусов для программистов, которая присуждала им 10 центов за каждую проданную копию игры. В итоге по этой программе Тод заработал 1,3 миллиона долларов. На тот момент ему было 26 лет.
После выхода игры её критиковали за несоответствие оригиналу и некачественную графику. В мае 1982 года журнал Electronic Games опубликовал первый в истории негативный обзор для видеоигры Atari: «Те поклонники Atari, что нуждаются в игре, издающей звуки квохчущего индюка, найдут её сносной. Те же, кто ожидают схожести с её аркадным собратом, будут серьёзно разочарованы». Журнал Softline писал, что версия для 2600 выглядела «хуже, чем любая игра из массы подражателей» аркадному оригиналу. В ретроспективе многие журналисты наряду с игрой E.T. the Extra-Terrestrial для Atari 2600 обвиняют Pac-Man в обрушении рынка видеоигр в 1983 году, считая, что эти игры подорвали доверие потребителей к Atari. Фактически же рынок рухнул из-за перенасыщения приставками и играми. Высокая конкуренция повлекла за собой падение цен на видеоигры, и рынок превратился в убыточный.
Продолжение Ms. Pac-Man было портировано качественнее, на высокоёмкий 8-килобайтный картридж. В 2010-е годы хакеры точно повторили геймплей Pac-Man (включая звуки) на 4-килобайтном картридже, и геймплей с антрактами и умным управлением мерцанием — на 8-килобайтном.

#### Остальные версии
В 1980 году, во время запуска компьютера VIC-20 в Японии, компании Commodore удалось получить права выпустить три игры Namco на свою платформу: Pac-man, Galaxian и Rally-X. Портировать Pac-Man на VIC-20 было поручено компании HAL Laboratory. Однако лицензия действовала только на территории Японии, и при продаже игры в Северной Америке и Европе в 1981 году Commodore изменила её название на Jelly Monsters. В итоге Atari, которой на тот момент принадлежали права на портирование игр от Namco, подала в суд на Commodore, который запретил продажи Jelly Monsters на Западе. Затем в 1983 году Atari выпустила собственную версию Pac-man для VIC-20, которая не является копией исходного кода игры от HAL Laboratory. В ретроспективе версия Atari была оценена критиками слабее игры от Commodore.
В 1981 году компания H.A.L. Labs издала игру Taxman для компьютера Apple II. По своей сути, она является почти полным клоном оригинальной Pac-Man, но с изменёнными именами персонажей: здесь Пакман назван Таксмэном, а призраки — монстрами. Atari запретила продажи игры от H.A.L. Labs и в процессе судебной тяжбы вынудила разработчика Taxman передать ей исходный код игры. Затем в 1983 году Atari выпустила официальную версию для Apple II, которая отличалась от Taxman только изменённым вступительным экраном. В 1982-м Atari издала портированные версии для приставки Atari 5200 и компьютера Atari XE. Игры практически идентичны, однако в компьютерной версии более медленный геймплей и отсутствуют антракты.
В 1983 году британская компания DJL Software издала неофициальный клон Pac-Man для ZX Spectrum — Z-Man. После разбирательства по поводу авторских прав изменённая версия этой же игры вышла в 1984-м как Pac-Man под официальным издательством Atari. Версию для ZX Spectrum критики хвалили за точное воспроизведение оригинала, особенно за наличие звуков из аркадной игры. Автор из журнала Big K указывал на «рваную» анимацию из-за ограничений платформы, а также критиковал запоздалый выпуск и высокую цену, учитывая, что популярность Пакмана уже спала, а рынок наполнен его клонами.
В 1983-м вышла версия игры для Intellivision. Несмотря на то, что эта приставка была идентична Atari 2600, её версия Pac-Man качественнее: призраки не мерцают, присутствуют антракты. В том же году Atari выпустила версии для приставки ColecoVision, а также компьютеров Commodore 64 и TI-99/4A.

### Nintendo Entertainment System
Версию для Nintendo Entertainment System разработала Namco. Она же издала её в Японии 2 ноября 1984 года. В 1985-м Namco приобрела контроль над Atari Games — американской компанией, производившей аркадные автоматы. В 1986 году сотрудники Atari Games выкупили долю Namco в их общем бизнесе и решили нацелиться на выпуск игр для NES, сформировав подразделение Tengen. В то время компания Nintendo жёстко контролировала рынок видеоигр в Северной Америке, ограничивая издателей в количестве выпускаемых игр, желая избежать повторения кризиса 1983 года. Также Nintendo настаивала на собственном одобрении игр перед выпуском и вынуждала издателей приобретать у неё картриджи, оснащённые специальным чипом, без наличия которого игра на консоли не запускалась. В 1987 году Tengen заключила соглашение с Nintendo, по которому компания имела право выпускать не более пяти игр в год.
В 1988-м под издательством Tengen вышло три игры — единственные их лицензионные издания — R.B.I. Baseball, Gauntlet и Pac-Man. Однако в том же году компании-разработчики столкнулись с нехваткой чипов от Nintendo, из-за чего игры выходили меньшим тиражом. Тогда Tengen решилась сделать собственный чип, который совместим с чипом блокировки в приставке, и выпускать картриджи без лицензии от Nintendo. Для этого юристы Tengen направились в Бюро авторского права США, где потребовали чертежи и исходный код чипа блокировки, ложно заявив, будто это необходимо для суда с Nintendo по поводу авторского права. В итоге юристам удалось посмотреть необходимые документы и сделать их копии. Благодаря этому Tengen произвела чип, обходящий блокировку, с которым начала выпускать картриджи с собственным чёрным дизайном. Таким образом в 1988 году компания издала нелицензионный тираж Pac-Man. Наряду с выпуском собственных картриджей Tengen подала в суд на Nintendo за нарушение антимонопольного законодательства. В итоге Tengen проиграла дело: в 1990 году у Nintendo уже было законное разрешение подавать в суд на продавцов, распространявших игры от Tengen, а в 1992-м такие игры были запрещены навсегда. Однако это дело вкупе с подобным иском от Atari пошатнуло монополию Nintendo на рынке и заставило её облегчить лицензионные ограничения.
18 мая 1990 года Namco выпустила игру в Японии на дискете для Famicom Disk System. В 1993-м она же переиздала Tengen-версию Pac-Man в Северной Америке. NES-версия идентична аркадному оригиналу. В ней присутствует режим для двух игроков.
В левом верхнем углу экрана NES-версии всегда отображается графический артефакт в виде плитки спрайта. Фактически это не один объект, а стопка всех неиспользуемых спрайтов в момент игры. Это связано с техническими особенностями приставки. В её памяти есть специальное адресное пространство, в котором хранятся данные о всех отображаемых спрайтах. Специфика её работы в том, что каждый объект, в том числе и неиспользуемый, всегда должен иметь координаты на экране. Чтобы скрыть неиспользуемые спрайты, некоторые разработчики задавали им координаты за пределами игрового экрана, на вылетах развёртки. Многие телевизоры того времени не отображали внешние границы растра, чем и пользовались разработчики.

### Другие платформы
В 1983 году компания Coleco выпустила серию «карманных» электронных игр, выполненных в виде миниатюрных аркадных автоматов. Среди них был и Pac-Man, разошедшаяся тиражом 1,5 миллиона экземпляров. В 1984-м вышла портированная версия Pac-Man на японские компьютеры FM-7 под издательством Lascione Soft (яп. ラシャーヌソフト). Она стала первой игрой в серии Namco Original Game Series (яп. namcoオリジナル・ゲーム・シリーズ) — цикле переносов игр Namco на компьютеры. За портирование отвечала компания Dempa Shimbun. В этой версии лабиринт был развёрнут на 90° влево. В 1984 году вышла версия для MSX. Игру разработала Namco, она же занималась изданием в Японии. В Южной Корее игру издавали Clover и Zemina, в Бразилии — Sharp-Epcom, в Испании — Zafiro и Philips Spain, в Великобритании — Bug-Byte Software.
В 1991 году Namco издала Pac-Man для Sega Game Gear. Из-за небольших размеров консоли весь лабиринт не помещается на одном экране, и перемещение по нему осуществляется вместе со скроллингом. Это стало основной претензий критиков, так как игрок не может отслеживать перемещение привидений и видеть, где ещё в лабиринте оставались несъеденные точки. Присутствует режим для двух игроков при соединении двух консолей по кабелю. В версии для Game Boy, изданной в том же году, из-за малого размера экрана присутствуют два режима: игра с отображением всего лабиринта, но с упрощённой графикой, и с отображением только части, но скроллингом при перемещении по нему. Редакцией журнала Mean Machines было отмечено, что при скроллинге графика размывается. Аналогично реализован режим на двух игроков при подключении через кабель. В 1999 году Namco издала версию игры для портативной консоли Neo Geo Pocket Color. Из-за размера экрана в игре присутствуют два режима, как и в версии для Game Boy. В том же году для Game Boy Color вышел сборник Pac-Man: Special Color Edition, включающий игры Pac-Man и Pac-Attack. Эта версия также имеет два вида отображения лабиринта и режим на двух игроков по кабелю, в котором при съедении призрака одним игроком тот телепортируется в лабиринт соперника.
В 2004 году игра была издана для платформы Game Boy Advance как часть серии переизданий классических игр с названием Classic NES Series: Pac-Man. В феврале 2005-го была издана версия игры для Palm OS, распространявшаяся через онлайн-магазин Handango. Также игра выпускалась на plug-and-play консолях компаниями Jakks Pacific и AtGames. В конце 2018 года планируется выпуск серии «карманных» электронных игр от компании My Arcade с классическими играми от Namco. Pac-Man будет выпущен отдельно как «карманная» консоль в виде миниатюрного аркадного автомата, а также в сборнике из 20 игр Namco Museum Mini Player в подобном аркадном дизайне. Также он войдёт в сборник из трёх игр на портативной платформе Pac-Man Pocket Player.
Pac-Man выпускался как часть сборников игр на аркадных автоматах моделей Pac-Man Super ABC (1999), Pac-Man 25th Anniversary Model (2005) и Pac-Man Arcade Party (2010). В аркадном автомате Ms. Pac-Man/Galaga — Class Of 1981 (2000) игра содержалась как пасхальное яйцо. Аркадная версия игры доступна в цифровых магазинах App Store, Google Play, PlayStation Network, Xbox Live, Microsoft Store и Steam. Версии для NES и Game Boy также доступны в Virtual Console. Pac-Man вошёл в состав множества сборников игр от Namco (например, серия Namco Museum) и сборников серии игр Pac-Man:
| Название сборника                                   | Дата выхода | Включённые игры |
| --------------------------------------------------- | --- | --- |
| Disk NG 2                                           | MSX 2: 1990 | Dig Dug, Galaxian, Mappy, Pac-Man, Rally X, SHM |
| Namco Museum Vol. 1                                 | PlayStation: 1 августа 1996 22 ноября 1995 31 июля 1996 | Bosconian, Galaga, New Rally X, Pac-Man, Pole Position, Rally X, Toy Pop |
| Namco History Vol. 3                                | Windows 98: 19 июня 1998 | Dig Dug, Dig Dug II, Ms. Pac-Man, Pac & Pal, Pac-Man, Super Pac-Man |
| Namco Museum 64                                     | Nintendo 64: 31 октября 1999 | Dig Dug, Galaga, Galaxian, Ms. Pac-Man, Pac-Man, Pole Position |
| Namco Museum                                        | Dreamcast: 25 июня 2000 | Dig Dug, Galaga, Galaxian, Ms. Pac-Man, Pac-Man, Pole Position |
| Namco Museum                                        | PlayStation 2: 4 декабря 2001 GameCube: 9 октября 2002 Xbox: 9 октября 2002                                                                                          | Dig Dug, Dig Dug Arrangement, Galaga, Galaga Arrangement, Galaxian, Ms. Pac-Man, Pac-Attack, Pac-Man, Pac-Man Arrangement, Pac-Mania, Pole Position, Pole Position II |
| Pac-Man Collection                                  | GameBoy Advance: 7 декабря 2001 11 января 2002 12 июля 2001 Wii U (VC): 12 июня 2014 11 июня 2014 10 июня 2014                                                       | Pac-Attack, Pac-Man, Pac-Man Arrangement, Pac-Mania |
| Namco Museum Battle Collection                      | PlayStation Portable: 9 декабря 2005 23 февраля 2006 23 августа 2005                                                                                                 | Bosconian, Dig Dug, Dig Dug II, Dig Dug Arrangement, Dragon Buster, Dragon Spirit (только в японской версии), Galaga, Galaga Arrangement, Galaxian, Grobda, King & Balloon, Mappy, Motos, Ms. Pac-Man, New Rally-X, New Rally-X Arrangement, Pac-Man, Pac-Man Arrangement, Rally-X, Rolling Thunder, The Tower of Druaga, Xevious |
| Namco Museum 50th Anniversary                       | PlayStation 2: 31 марта 2006 26 января 2006 30 августа 2005 Xbox: 24 марта 2006 30 августа 2005 GameCube: 5 мая 2006 30 августа 2005 PC: 19 мая 2006 25 октября 2005 | Bosconian, Dig Dug, Dragon Spirit, Galaga, Galaxian, Mappy, Ms. Pac-Man, Pac-Man, Pole Position, Pole Position II, Rally X, Rolling Thunder, Sky Kid, Xevious |
| Namco Museum 50th Anniversary                       | Game Boy Advance: 31 марта 2006 30 августа 2005 | Dig Dug, Galaga, Ms. Pac-Man, Pac-Man, Rally X |
| Namco Museum DS                                     | Nintendo DS: 29 февраля 2008 11 октября 2007 18 сентября 2007 | Dig Dug II, Galaga, Galaxian, Mappy, Pac-Man, Pac Man Vs., The Tower of Druaga, Xevious |
| Namco Museum Virtual Arcade                         | Xbox 360: 11 апреля 2008 11 мая 2009 15 мая 2009 | Baraduke, Bosconian, Dig Dug, Dig Dug II, Dig Dug Arrangement, Dragon Buster, Dragon Spirit, Galaga, Galaga ’88, Galaga Arrangement, Galaga Legions, Galaxian, Grobda, King & Balloon, Mappy, Metro-Cross, Motos, Mr. Driller Online, Ms. Pac-Man, New Rally-X, Pac & Pal, Pac-Man, Pac-Man Arrangement, Pac-Man Championship Edition, Pac-Mania, Pole Position, Pole Position II, Rally-X, Rolling Thunder, Sky Kid, Sky Kid Deluxe, Super Pac-Man, The Tower of Druaga, Xevious |
| Namco All-Stars: Pac-Man and Dig Dug                | PC: 1 января 2009 | Dig Dug, Pac-Man |
| Namco Museum Essentials                             | PlayStation 3 (PSN): 1 апреля 2010 29 января 2009 16 июля 2009 | Dig Dug, Dragon Spirit, Galaga, Pac-Man, Xevious, Xevious Resurrection |
| Namco Museum Megamix                                | Wii: 16 ноября 2010 | Bosconian, Cutie Q, Dig Dug, Dig Dug II, Galaga, Galaga Remix, Galaxian, Gaplus, Gator Panic Remix, Grobda, Grobda Remix, King & Balloon, Mappy, Motos, New Rally-X, Pac & Pal, Pac-Man, Pac-Mania, Pac-Motos, Pac 'n Roll Remix, Rally-X, Rally-X Remix, Super Pac-Man, Xevious |
| Pac-Man & Galaga Dimensions                         | Nintendo 3DS: 26 августа 2011 23 июня 2011 26 июля 2011 | Galaga, Galaga 3D Impact, Galaga Legions, Pac-Man, Pac-Man Championship Edition, Pac-Man Tilt |
| Pac-Man Museum                                      | PC (Steam): 26 февраля 2014 Xbox 360 (XBLA): 26 февраля 2014 PlayStation 3 (PSN): 26 февраля 2014 25 июня 2014 25 февраля 2014                                       | Pac & Pal, Pac-Attack, Pac-Land, Pac-Man, Pac-Man Arrangement, Pac-Man Battle Royale, Pac-Man Championship Edition, Pac-Mania, Super Pac-Man |
| Pac-Man Championship Edition 2 + Arcade Game Series | Xbox One: 1 ноября 2016 PlayStation 4: 28 февраля 2017 | Dig Dug, Galaga , Pac-Man, Pac-Man Championship Edition 2 |
| Namco Museum                                        | Nintendo Switch: 28 июля 2017 | Dig Dug, Galaga '88, Pac-Man, Pac-Man Vs., Rolling Thunder, Rolling Thunder 2, Sky Kid, Splatterhouse, Tank Force, The Tower of Druaga |

## Наследие
Pac-Man дал начало одноимённой серии игр, в которой вышло множество продолжений на различных платформах, включая аркадные автоматы, домашние игровые системы, компьютеры и мобильные телефоны. В 1981 году Midway без одобрения Namco издала на аркадном автомате вторую игру серии — Ms. Pac-Man, дополненную версию предшественницы, с новой героиней — мисс Пакман, новыми лабиринтами и более разнообразным поведением призраков. В следующем году вышло разработанное Namco официальное продолжение — Super Pac-Man. Цель игры заключается в сборе всех фруктов в лабиринте. Большинство еды заключено в недоступных зонах, для открытия которых необходимо собирать ключи. В 1983 году Midway выпустила новый сиквел без разрешения Namco — Jr. Pac-Man, из-за чего американская компания лишилась лицензии на дистрибуцию этой серии. Также вышло множество клонов, подражаний и нелегальных копий игры.
Pac-Man называют самой известной видеоигрой всех времён, а самого Пакмана наиболее известным персонажем видеоигр в США. Главный герой является иконической фигурой в индустрии видеоигр и её синонимом. В 2005 году игра попала в книгу рекордов Гиннесса как самая успешная аркадная видеоигра, использующая монеты. В ноябре 2012-го она была включена в коллекцию видеоигр Нью-Йоркского музея современного искусства, а в 2015-м — в Зал славы видеоигр.
В 2010 году, на 30-летие игры, Google представила тематический «дудл». Дизайн лабиринта представлял собой логотип Google, но графика, звуки и шаблоны поведения призраков копировали оригинальную игру. При повторном нажатии кнопки Insert coin на экране появляется Миссис Пакман, и в игру можно играть вдвоём на одной клавиатуре. За сутки в игру сыграло более 505 миллионов человек.
Существует термин «защита Пакмана» (англ. Pac-Man defense), описывающий оборону какой-либо бизнес-организации против поглощения более крупной компанией, которая заключается в ответном поглощении «враждебной» фирмы.